# 武科 (吉祥物)
武科（英語：Vučko）是於塞拉耶佛舉辦，1984年冬季奧林匹克運動會的吉祥物，由斯洛文尼亞畫家Jože Trobec所創作，設定為一匹擬人化的狼，是狄那里克阿尔卑斯山脉地區森林中的動物，在南斯拉夫寓言中，狼體現了勇氣和力量，並象徵著冬天。吉祥物是通過836名參賽者的作品中徵選出的。